# 베이징 대학

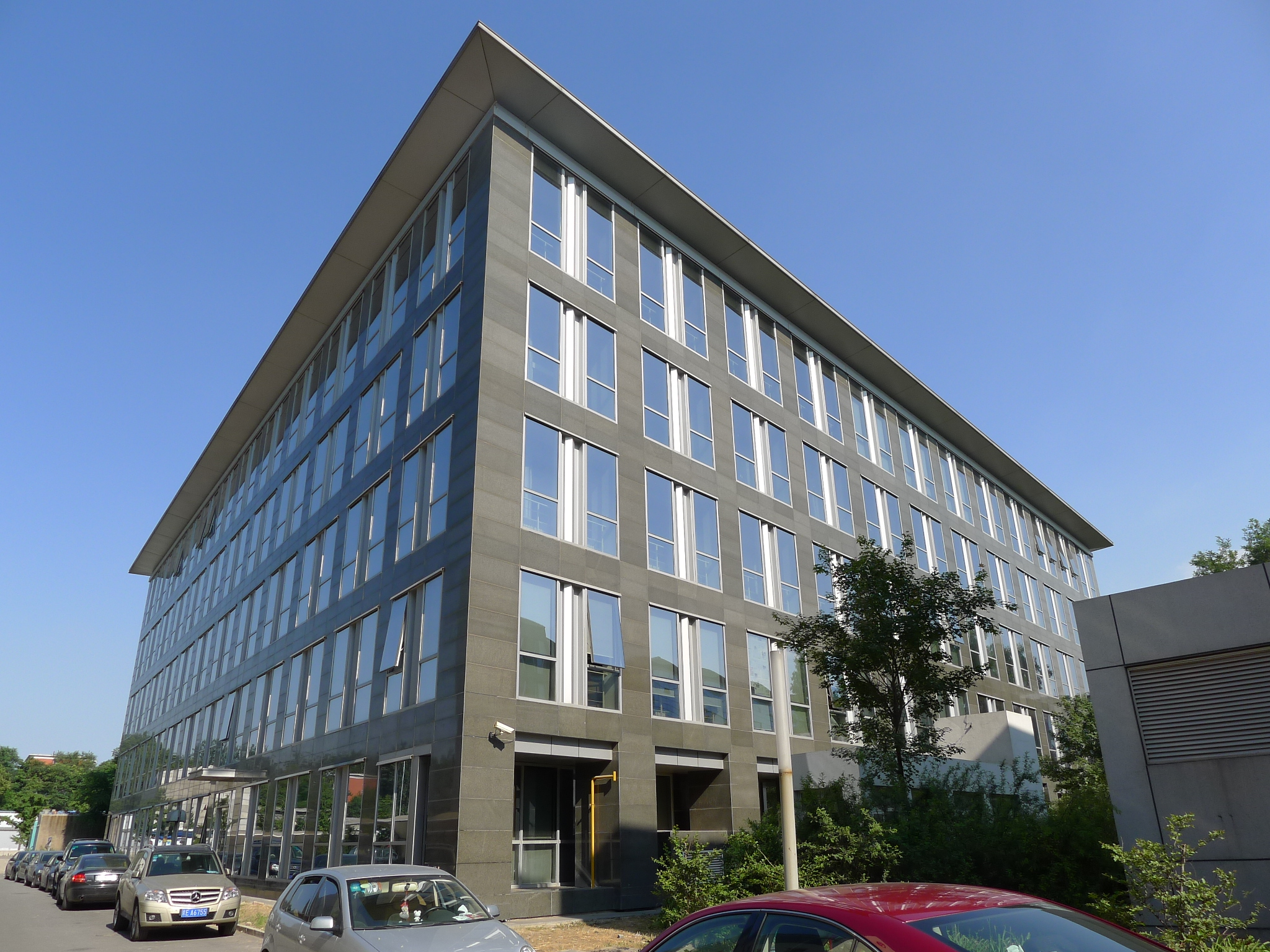
베이징 대학 신축 건물

베이징 대학(중국어 간체자: 北京大学, 정체자: 北京大學, Peking University)은 국문 한자 직독으로 북경 대학이라고도 불리며, 중화인민공화국 수도 베이징시에 있는 대학이다. 청나라 때인 1898년에 청나라 최초의 공립 교육기관 중 하나로 설립되었다. 설립 당시의 교명은 경사대학당(京師大學堂)이며 1916년 이후로 대학 개혁을 거치면서 예과 3년, 본과 3년의 학제가 중화민국 국립 베이징 대학에서 확립되었다. 1931년에는 4년제 대학으로 변경되었다. 1927년에는 상하이 쿠데타 이후로 대학의 독립적 지위를 잃고, 중화민국 국립 베이핑 대학에 편입되어 국립 베이핑 대학 북대 학원 등으로 변경 후, 1929년 중화민국 국립 베이징 대학으로 독립하면서 대학 교명을 다시 회복하였다.
근대 이후로 신문화운동, 5•4 운동, 코민테른의 공산주의 혁명, 항미원조 전쟁 지원 운동, 문화 대혁명, 인민영웅기념비 행렬에서 개시된 1989년 톈안먼 사건 등의 주요 이행지이었으며, 중화인민공화국 성립 전후로, 신민주주의 체제에 발맞춰 선도적으로 학과 교과 과정을 개편하였다.
1950년-1952년, 항미원조 전쟁 지원 운동 이후로, 마오쩌둥(毛澤東)이 전국 대학 개편을 강제로 단행하면서는 베이징 도심의 둥청구에 있는 사탄(沙灘)의 홍루(紅樓) 일대의 원래의 베이징 대학의 교지에서 법학, 농학, 교육학, 공학 계열의 교원들이 타 대학으로 전입되었으며, 미명호(未名湖)와 박아탑(博雅塔) 등이 있던 베이징시 외곽의 하이뎬구에 자리했던 폐교한 사립 대학의 교지로 이전하여 대학 건물과 캠퍼스를 접수하고 전국 대학과 개편(폐교 대학들의 교원 전입을 포함)을 강행하여 마르크스-레닌주의에 기반한 소비에트 연방식의 문•이과 국가중점대학으로 재설립되었다.
1952년 이후에도 경제학 부문을 유지하였으며, 1954년에는 법률학, 1960년에는 국제 정치학 부문을 개설하였다. 1990년대 이후로 경영학, 교육학 등 부문을 추가로 설립하였다. 2000년에는 베이징 의학원(전 국립 베이핑 대학 의학원, 1946년 국립 베이징 대학이 흡수, 1952년 베이징 의학원으로 독립)을 베이징 대학 의학부로 합병하였으며, 2005년에는 공학부를 설립하였다.
교내에는 1998년에 건축된 베이징 대학 개교 100주년 기념관이 자리해 있으며, 같은 해 대형 도서관을 신축하였다.
현재 대학 본부로 쓰고 있는 캠퍼스는 약 270만m²이며, 베이징의 중관춘 단지 등이 인접하여 있다.
베이징 대학은 세계경제포럼이 선정한 세계 26개 대학 중 하나로 선정되었다.

## 출신 인물
- 마오쩌둥 - 前 중화인민공화국 국가 원수, 前 중국 공산당 정치인,  前 베이징대 도서관 사서 역임, 前 베이징대 정치 지도자
- 루쉰 - 前 베이징대 중문학과 교수, 前 베이징대 정치 지도자. 前 베이징대 대학 로고 창안 (1917년)
- 리다자오 - 前 베이징대 문과 교수, 前 베이징대 정치 지도자, 前 중국 공산당 정치인, 前 베이징대 도서관 주임, 코민테른 출신
- 천두슈 – 前 베이징대 문과 교수, 학장, 前 베이징대 정치 지도자, 前 중국 공산당 정치인, 코민테른 출신
- 덩중샤 – 前 학생 운동가, 前 중국 공산당 정치인
- 덩리췬 - 前 학생 운동가, 前 중국 공산당 정치인
- 리너 - 前 학생 운동가, 前 중국 공산당 정치인
- 마오둔 – 前 베이징대 정치 지도자, 前 중국 공산당 정치인
- 마인추 – 前 베이징대 경제학과 교수, 前 베이징대 교장
- 보시라이 – 前 중국 공산당 정치인, 前 베이징대 정치 지도자
- 상웨 – 前 학생 운동가
- 왕단 – 前 학생 운동가
- 위안춘칭 – 前 중국 공산당 정치인
- 리위안차오 - 前 중화인민공화국 부주석
- 리커창 - 前 중화인민공화국 국무원 총리
- 자오러지 – 現 중국 공산당 정치인
- 저우쭤런 – 前 베이징대 중문학과 교수
- 정신 – 前 베이징대 철학과 교수
- 취추바이 – 前 중국 공산당 정치인, 前 베이징대 정치 지도자
- 쿵칭둥 – 現 베이징대 중문학과 교수
- 펑유란 – 前 베이징대 철학과 교수
- 허치팡 - 前 중국 공산당 옌안 루쉰 예술학원 교수